# Benthocometes australiensis
Benthocometes australiensis is een straalvinnige vissensoort uit de familie van de naaldvissen (Ophidiidae). De wetenschappelijke naam van de soort is voor het eerst geldig gepubliceerd in 2010 door Nielsen.